# Schloss Unterweilbach

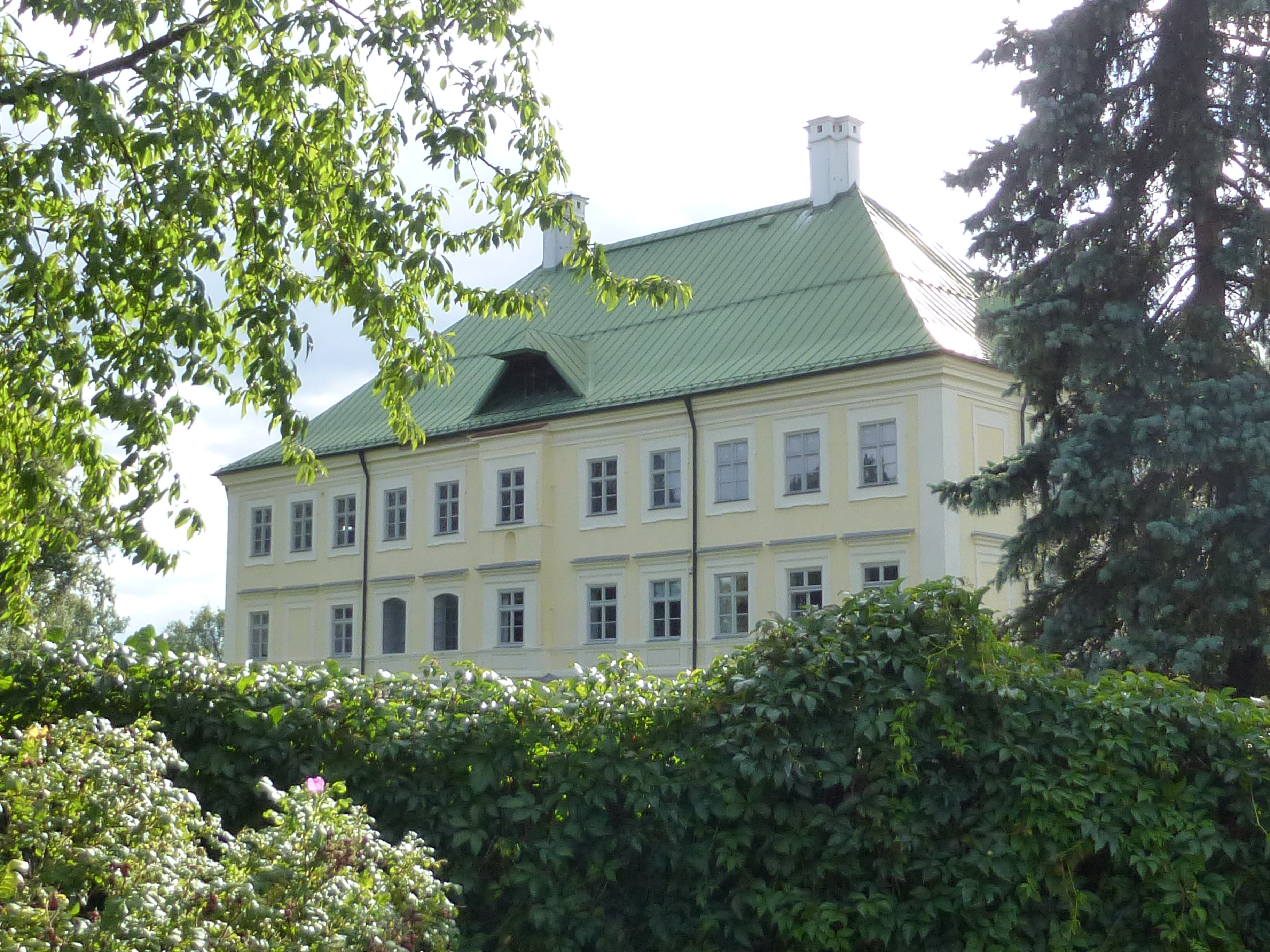
Schloss Unterweilbach

Schloss Unterweilbach ist ein Schloss in Unterweilbach, einem Gemeindeteil der Gemeinde Hebertshausen im oberbayerischen Landkreis Dachau.

## Geschichte
Im Jahr 802 wird „Wilpah“ (= Landgut am Bach) erstmals erwähnt. Vor 1100 ist das Adelsgeschlecht der Weilbacher bekannt. 1404 sind der „Narrenhof (Narrel)“ zu Weilbach und der Unterweilbacher „Sedlhof“ im Besitz der Münchner Patrizierfamilie Schluder (Hans Schluder). 1480 ist ein Schloss in „Niederweilbach“ im Besitz der Familie Schluder bezeugt. Ab spätestens 1492 wurde das Dorfgericht zur Hofmark umgewandelt. 1558 erwerben Hieronimus Kheiss und Ulrich Eisenreich die Hofmark.
1625 erfolgte der Kauf des benachbarten Deutenhofens durch den bayerischen Hofkammerpräsidenten Johann von Mandl. Deutenhofen wurde 1627 durch Kurfürst Maximilian I. zur geschlossenen Hofmark erhoben, d. h. das Recht der Gerichtsbarkeit erstreckte sich nicht nur auf die Pächter von Höfen des Hofmarksherrn, sondern auf alle Bewohner der Hofmark, auch wenn deren Höfe einem auswärtigen Herrn gehörten. 1678 erwarb Johann Georg Freiherr von Mandl (und Großinzemoos) auch Schloss Unterweilbach von Franziska Isabella Freifrau von Eisenreich. 1690 bis 1692 erfolgte die Errichtung eines Neubaus in Unterweilbach.
Schloss Unterweilbach gelangte 1734 an die Grafen von Spreti. Die Hofmark Deutenhofen (seit 1821 Patrimonialgericht) blieb dagegen bis zum Verkauf am 2. März 1834 an die Grafen von Spreti im Besitz der Familie Mandl. Die letzten Reste der Adelsherrschaft wurden in der Revolution 1848 aufgehoben. Der Verkauf Deutenhofens durch die Grafen von Spreti erfolgte am 12. April 1879, während Schloss Unterweilbach bis heute im Besitz der Familie blieb.
Ab 1997 bis 2010 erfolgte die Sanierung des Gesamtkomplexes (Schloss und ehem. Verwalterhaus/Südflügel) in mehreren Abschnitten. 2009 wurden dabei bei Sanierungsarbeiten die Mauern der Burgkapelle bzw. des Bergfrieds im Schlossgebäude entdeckt.

## Baubeschreibung
Die Anlage ist unter der Aktennummer D-1-74-122-16  als denkmalgeschütztes Baudenkmal verzeichnet und folgendermaßen beschrieben:
Schloss: Hauptbau zweigeschossig mit Walmdach, 1692, mit romanischem Kern, integriert Kapelle St. Martin, spätgotisch, 1845 erneuert; mit Ausstattung;
zugehörige erdgeschossige Nebengebäude: südlich Langtrakt mit Mansarddach, 18. und 1. Hälfte 19. Jahrhundert, nördlich Remise mit Walmdach, 1. Hälfte 19. Jahrhundert
daneben unter Aktennummer D-1-74-122-15 und -17 auch:
Katholische Filialkirche Mariä Geburt: Saalbau mit eingezogenem, halbrund geschlossenem Chor, im nördlichen Winkel Turm mit Oktogon und eingeschnürter Zwiebelhaube, im Kern um 1596, mit dem Neubau des Langhauses 1741 durch Johann Göttschl verändert; mit Ausstattung; sowie
Ehemaliges Benefiziatenhaus:  zweigeschossig mit Schopfwalm, 18. Jahrhundert 